# Zadní Střítež
Zadní Střítež è un comune della Repubblica Ceca facente parte del distretto di Tábor, in Boemia Meridionale.